# Museums-Eisenbahn Minden

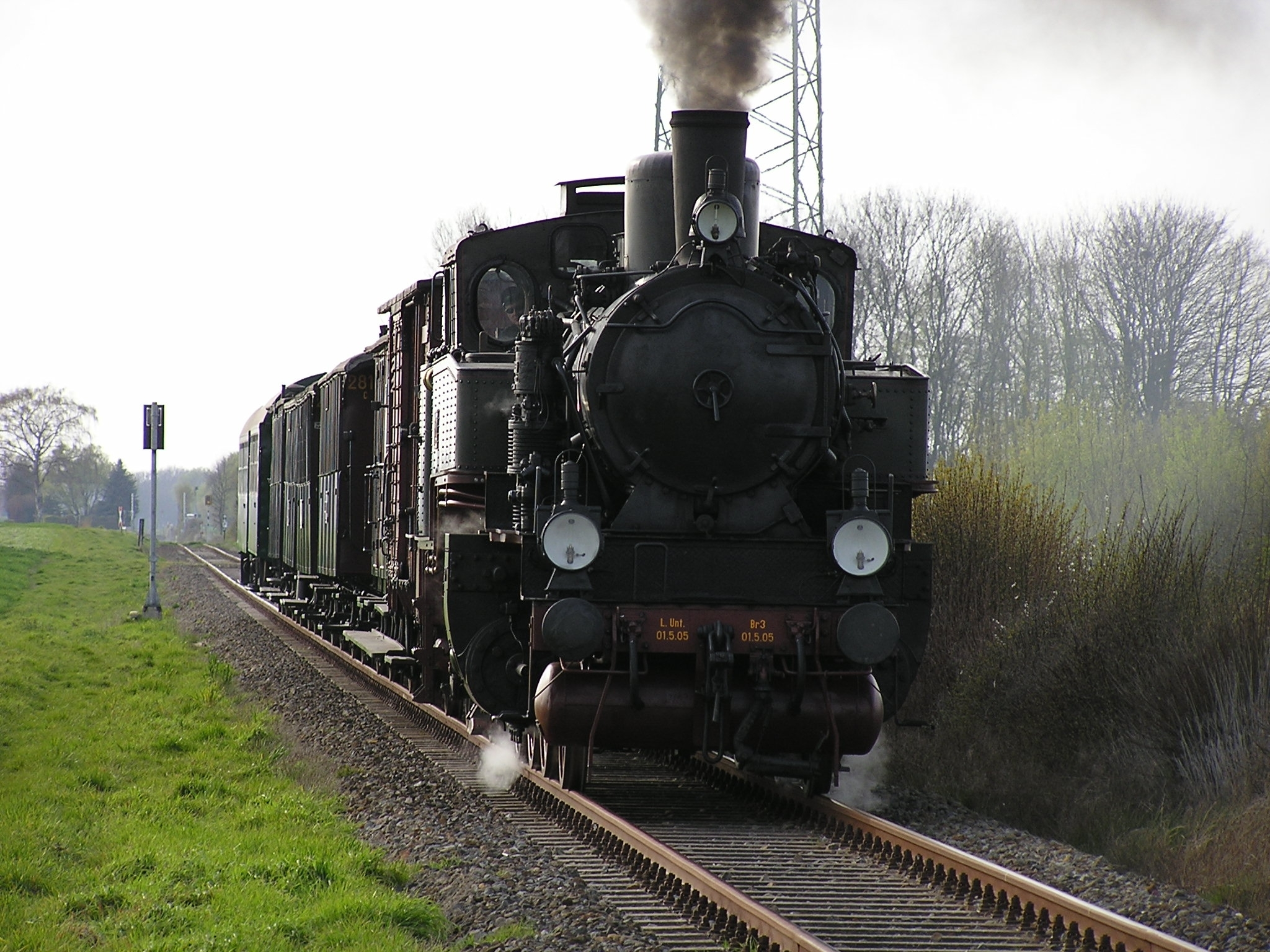
Museumszug bei Hille-Hartum (2007)

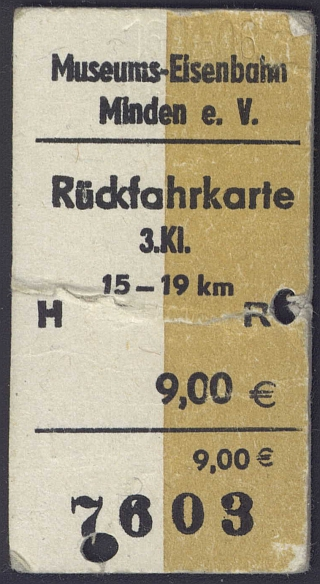
Edmondsonsche Fahrkarte der Museums-Eisenbahn Minden

Die Museums-Eisenbahn Minden (MEM) ist ein Eisenbahnverein, der mit restaurierten Zügen auf Strecken der Mindener Kreisbahnen (MKB) und der Verkehrsgesellschaft Landkreis Osnabrück (VLO) touristischen Verkehr betreibt. In den Sommermonaten wird nach Fahrplan gefahren. Zu besonderen Anlässen sind Züge der MEM auch auf Strecken anderer Eisenbahnunternehmen im Einsatz.

## Geschichte der Museums-Eisenbahn Minden
Im Jahre 1977 wurde der Verein Museums-Eisenbahn Minden (MEM) aus den Mindener und Preußisch Oldendorfer Arbeitsgruppen der Dampfeisenbahn Weserbergland (DEW), die bereits ab 1974 auf den WKB- und MKB-Strecken Sonderfahrten mit historischen Fahrzeugen veranstalteten, heraus gegründet. Ziel war es, historische Eisenbahnfahrzeuge zu erhalten und im Betrieb zu zeigen. Bald wurde der erste Museumszug mit einer Diesellok auf die Strecke geschickt. An den beiden Standorten Minden und Preußisch Oldendorf gibt es je eine Fahrzeughalle. In den Jahren 1991 bis 2002 wurde zudem auch auf der Strecke Rahden–Uchte gefahren, bevor sich die dortige Gruppe von der MEM trennte und als Museumseisenbahn Rahden-Uchte e. V. selbständig wurde. Ein Teil der dort eingesetzten Fahrzeuge ging in den Besitz des neuen Vereins über.

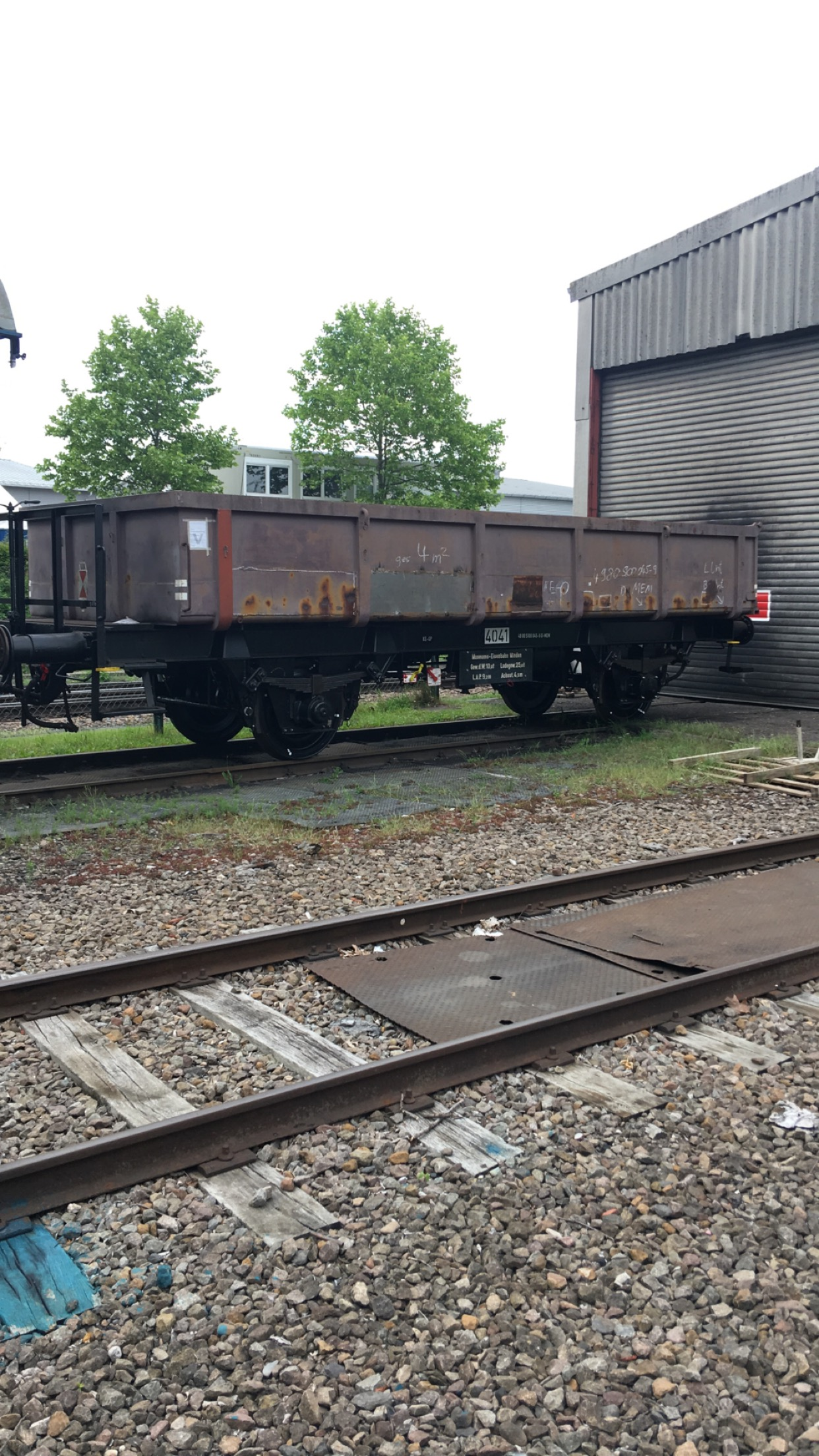
Kohlewagen während der Aufarbeitung im Juni 2022 vor der MEM-Fahrzeughalle in Minden-Oberstadt

Die MEM legt Wert auf Jugendarbeit, welches sich mit der Gründung einer eigenen Jugendgruppe im Jahr 1997 belegen lässt. Im Rahmen des 25-jährigen Bestehens dieser Gruppe im Jahr 2022 wurde ein Bahnhofsfest in Minden-Oberstadt durchgeführt. Bei diesem wurde das aktuelle Projekt, die Aufarbeitung des Kohlewagens „4041“, der Öffentlichkeit präsentiert. Hierbei handelt es sich um einen Wagen der Gattung Ommp, welcher im August 2000 von der Ruhrkohle AG erworben wurde und zuletzt einige Jahre abgestellt war und nun in Zukunft die Dampfloks am Standort in Minden wieder mit Kohle beliefern soll. Ziel sei es, den Wagen im Jahr 2023 hauptuntersucht zu haben. Im Juni 2022 waren bereits Laufwerk und Bremse aufgearbeitet. Die Jugendlichen arbeiten weitestgehend selbstständig an dem Projekt, begleitet von anderen Aktiven, weshalb es in der Öffentlichkeit viel Anerkennung und Lob für die Arbeit gibt.

## Strecken
Vom Bahnhof Minden Stadt aus wurden die ersten Aktivitäten auf den Strecken der Mindener Kreisbahnen entwickelt, bevor zum Bahnhof Minden Oberstadt umgezogen wurde. Hier gabelten sich die Strecken nach Uchte und nach Hille, in der anderen Richtung über die Weser konnte man bis Kleinenbremen ins Besucherbergwerk fahren. Seit Ende 2015 war die Strecke nach Kleinenbremen wegen schlechten Zustandes gesperrt und nur noch bis Nammen befahrbar. Dies war inzwischen aufgehoben, 2018 gab es wieder Fahrten nach Kleinenbremen und dort eine Kombinationsmöglichkeit mit dem dortigen Besucherbergwerk. Ebenfalls seit 1977 hat die Museums-Eisenbahn Minden einen weiteren Standort auf der Strecke der ehemaligen Wittlager Kreisbahn (heute Verkehrsgesellschaft Landkreis Osnabrück). Dort genutzt wird die Strecke von Holzhausen-Heddinghausen (Anschluss an die DB) über Preußisch Oldendorf und Bohmte bis nach Schwegermoor. Die Fahrzeughalle dieses Standorts befindet sich in Preußisch Oldendorf. Der Abschnitt von Bohmte-Nord bis Schwegermoor ist aktuell nicht befahrbar.

## Fahrzeuge

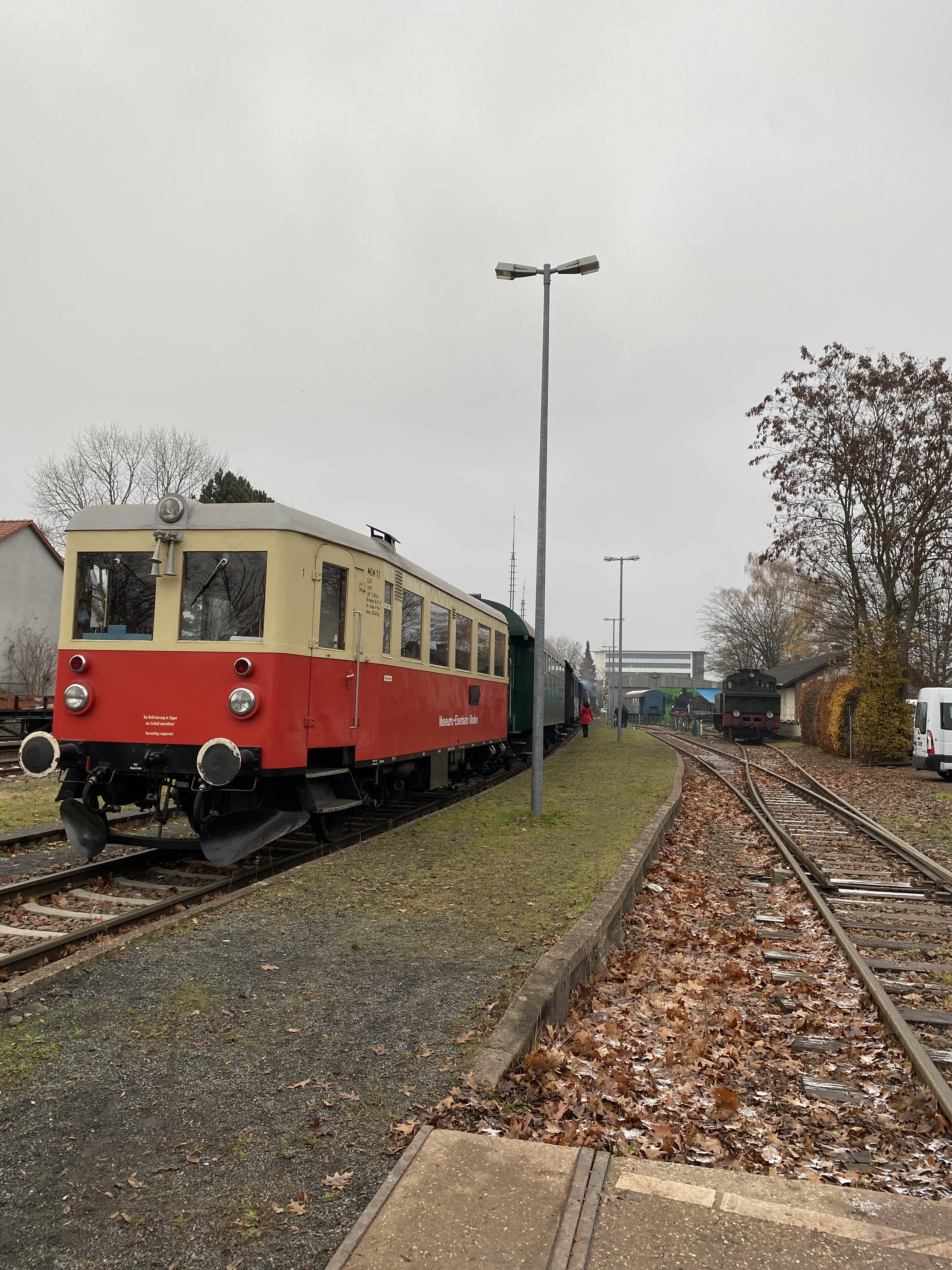
Der MEM T 2 im Bahnhof Minden-Oberstadt mit Zug abfahrbereit Richtung Hille, 2022

Bereits im Gründungsjahr kam die erste Dampflok von der DEW zur MEM, die „Mevissen 4“ (2017 verkauft an Zeche Zollern). In den folgenden Jahren wurde der Dampflokbestand immer weiter ausgebaut, so kamen noch im gleichen Jahr die Dampflokomotiven „Alice Heye“ und die preußische T 13 „Stettin 7906“ (ehemals 92 638) von der VEB Erfurter Industriebahn hinzu. Im Jahr 1981 wurde die Dampflok 89 6237 erworben, im Jahre 1991 folgte die Dampflok 86 744 (2017 verkauft an PRESS) und seit dem Jahr 2000 dampfte die T 11 „Hannover 7512“ vor dem Preußenzug der MEM. 2004 wurde die preußische T 9.3 „Kattowitz 7348“ erworben und jahrelang wieder aufgebaut. Die Lok kam erstmals am 9. April 2023 bei einer Fahrt der MEM vor dem Preußenzug in Minden zum Einsatz.
Derzeit verfügt die MEM über fünf Dampflokomotiven (eine betriebsfähig), sechs Diesellokomotiven (vier betriebsfähig) und drei Triebwagen (zwei betriebsfähig).
Daneben sind etwa 20 Personenwagen vorhanden, die als Preußenzug mit ehemals preußischen Nebenbahnwagen auf den Mindener Strecken und als Kleinbahnzug mit ehemaligen Kleinbahnwagen auf der Wittlager Strecke eingesetzt sind.
Auch einige Güterwagen sind vorhanden.
| Loknummer (MEM)            | Bauart            | Hersteller/Baujahr                      | Bei der MEM seit  | Standort |                   |                   |
| Dampflokomotiven:          | Dampflokomotiven: | Dampflokomotiven:                       | Dampflokomotiven: | Dampflokomotiven: | Dampflokomotiven: | Dampflokomotiven: |
| -------------------------- | ----------------- | --------------------------------------- | ----------------- | --- | ----------------- | ----------------- |
| 7512 HANNOVER (pr. T 11)   | 1’C n2t           | UNION, Königsberg 1908                  | 2000              | abgestellt in Minden |                   |                   |
| 7906 STETTIN (pr. T 13)    | D n2t             | UNION, Königsberg 1912                  | 1977              | Aufarbeitung in Minden |                   |                   |
| 7348 KATTOWITZ (pr. T 9.3) | 1’C n2t           | Orenstein & Koppel, Berlin-Drewitz 1908 | 2004              | betriebsfähig, Minden |                   |                   |
| 89 6237                    | C n2t             | Linke-Hofmann, Breslau 1924             | 1981              | Aufarbeitung in Pr. Oldendorf |                   |                   |
| Alice Heye                 | B n2t             | Hohenzollern, Düsseldorf 1910           | 1977              | abgestellt in Pr. Oldendorf |                   |                   |
| Diesellokomotiven:         |                   |                                         |                   | |                   |                   |
| DL 2                       | Achsfolge C       | MaK, Kiel 1958                          | 1997              | betriebsfähig, Pr. Oldendorf |                   |                   |
| V 3                        | Achsfolge B       | Windhoff, Rheine 1946                   | 1988              | betriebsfähig, Minden |                   |                   |
| V 4                        | Achsfolge B       | Jung, Jungenthal 1934                   | 1994              | betriebsfähig, Pr. Oldendorf |                   |                   |
| V 5                        | Achsfolge B       | Deutz, Köln 1936                        | 1977              | in Aufarbeitung, Minden |                   |                   |
| Rangiertrecker 1           | Achsfolge B       | Windhoff, Rheine 1938                   | 1984              | betriebsfähig, Minden |                   |                   |
| Breuer Lokomotor           | Achsfolge B       | Breuer, Frankfurt 1954                  | 1999              | abgestellt in Minden |                   |                   |
| Triebwagen:                |                   |                                         |                   | |                   |                   |
| T 1                        | Achsfolge A1      | Waggonfabrik Wismar 1933                | 1978              | betriebsfähig, Preußisch Oldendorf, ursprünglich Wilstedt–Zeven–Tostedter Eisenbahn S. K. 1, Schweineschnäuzchen                                                |                   |                   |
| T 2                        | Achsfolge A1      | Waggonbau Dessau 1937                   | 2014              | betriebsfähig, Minden. Ursprünglich Lausitzer Eisenbahn T 3 |                   |                   |
| T 5                        | Achsfolge A1      | Waggonfabrik Wismar 1934                | 2014              | abgestellt in Preußisch Oldendorf, Eigentümer: Preußisch Oldendorfer Kleinbahn-Museum, ursprünglich Eisenbahndirektion des Saargebietes 74, Schweineschnäuzchen |                   |                   |

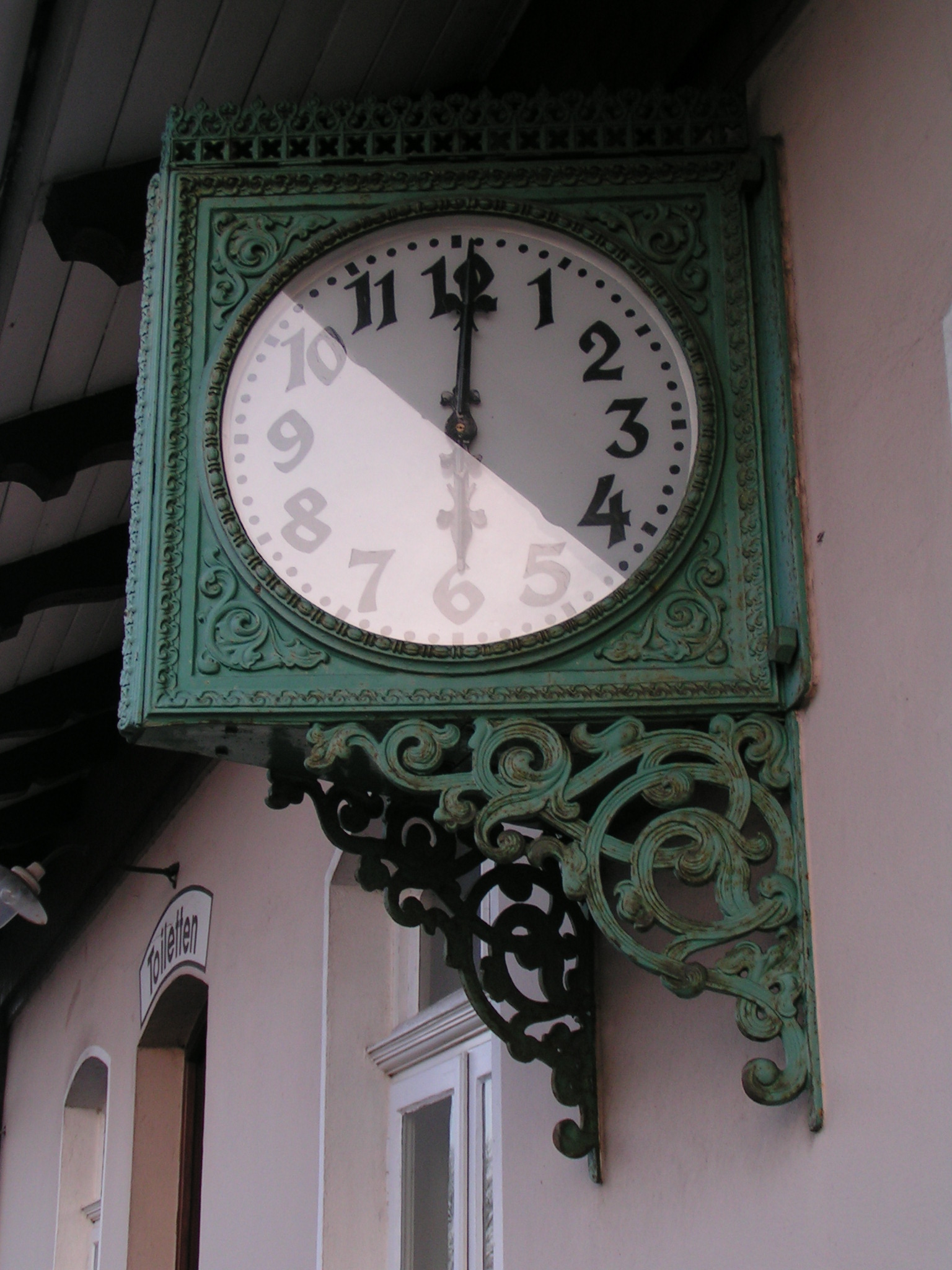
Uhr der Museumsbahn im Bahnhof Minden-Oberstadt
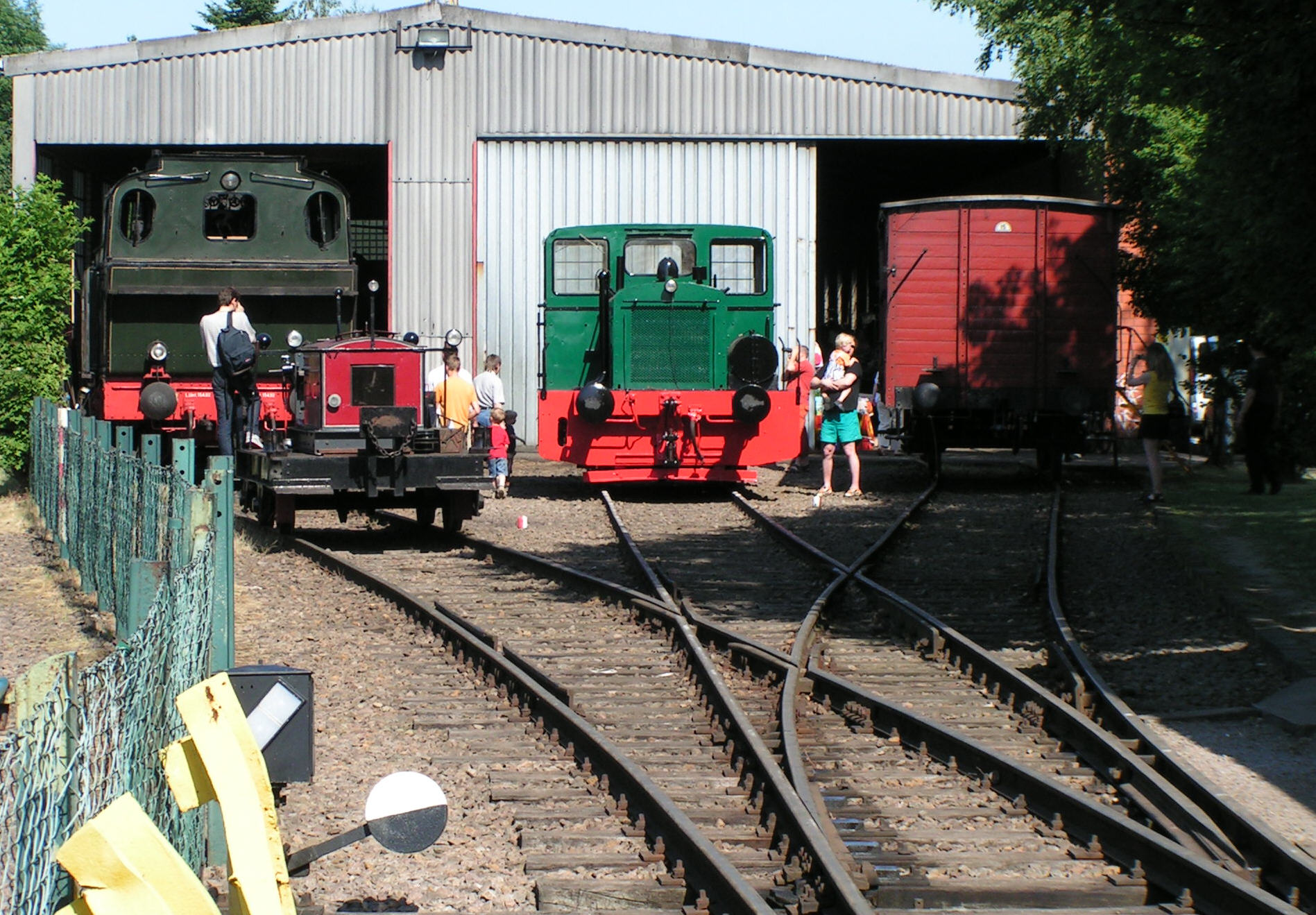
Lokomotiven und Waggons der MEM vor der Fahrzeughalle im Bahnhof Minden-Oberstadt
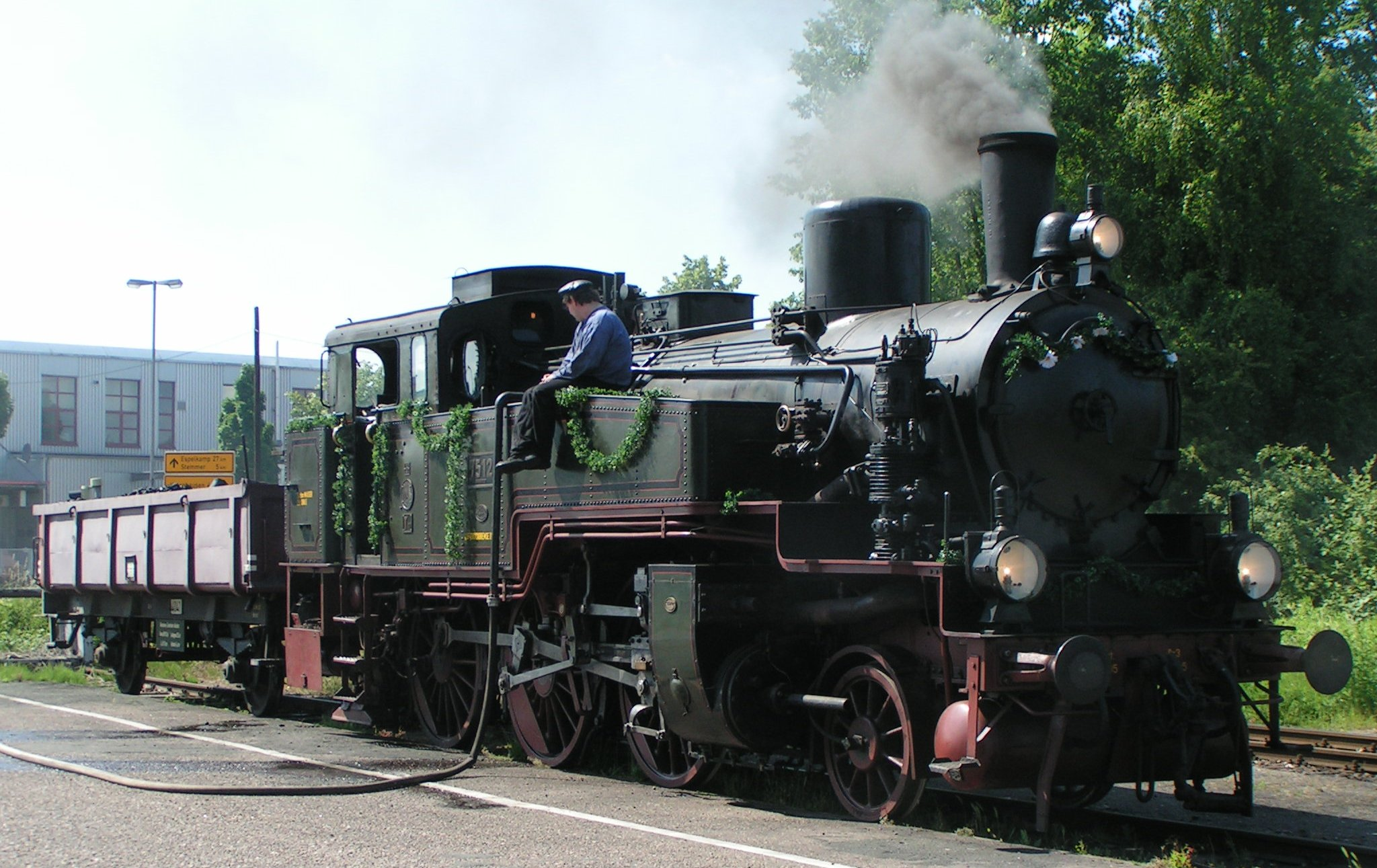
Die MEM-Dampflok T 11 „Hannover 7512“ beim Wasserfassen im Bahnhof Minden-Oberstadt